# NGC 7420
NGC 7420 é uma galáxia espiral (Sc) localizada na direcção da constelação de Pegasus. Possui uma declinação de +29° 48' 20" e uma ascensão recta de 22 horas, 55 minutos e 32,0 segundos.
A galáxia NGC 7420 foi descoberta em 6 de Setembro de 1863 por Albert Marth.